# Google Scholar
Google Scholar (viết tắt GS) là một dịch vụ tìm kiếm miễn phí đánh chỉ mục toàn văn các tài liệu học thuật trong các nội dung đã xuất bản ở nhiều định dạng. Xuất hiện dưới bản beta từ tháng 11 năm 2004, GS đánh chỉ mục cho hầu hết các tạp chí và sách học thuật trực tuyến được phản biện mở (peer-review), các bài báo hội nghị, luận văn và luận án, bản thảo, bản tóm tắt, báo cáo kỹ thuật và các tài liệu học thuật khác, bao gồm cả ý kiến của tòa án và bằng sáng chế. Tính năng của nó tương tự Scirus từ Elsevier, CiteSeer, và getCITED. Nó cũng tương tự các công cụ cơ bản, Scopus của Elsevier và Web of Science của Thomson ISI. Tuy nhiên, GS vẫn chứa nhiều trang web, nhiều tạp chí và nhiều ngôn ngữ hơn. Slogan của nó là - "Stand on the shoulders of giants" ("Đứng trên vai người khổng lồ", trích dẫn một câu nói của Isaac Newton), là một sự ghi nhớ công ơn của những nhà học thuật đã đóng góp công sức của họ trong các lĩnh vực suốt bao thế kỷ qua, đã tạo nền tảng cho sự thành công mới ngày hôm nay.

## Lịch sử
Google Scholar được cho là nảy sinh từ cuộc thảo luận giữa Alex Verstak và Anurag Acharya, cả hai sau đó cùng làm việc để xây dựng chỉ mục web chính trên Google. Mục tiêu của họ là "làm cho những người giải quyết vấn đề trên thế giới hiệu quả hơn 10%" bằng cách cho phép tiếp cận kiến thức khoa học dễ dàng và chính xác hơn. Mục tiêu này được phản ánh trong khẩu hiệu quảng cáo của Google Scholar - "Đứng trên vai những người khổng lồ" - được lấy từ một ý tưởng của Bernard of Chartres, được trích dẫn bởi Isaac Newton, và là một cái gật đầu cho các học giả đã đóng góp cho các lĩnh vực của họ trong nhiều thế kỷ, tạo nền tảng cho những thành tựu trí tuệ mới.
Ban đầu cho các văn bản chính trong Google Scholar là lấy nguồn từ bộ sưu tập bản in của Đại học Michigan.

## Các tính năng
Google Scholar cho phép người dùng tìm kiếm các bản sao dạng số hoặc bản đăng trực tuyến của các bài báo. GS lập chỉ mục các tài liệu bao gồm các bài báo toàn văn, báo cáo kỹ thuật, bản thảo (preprints), luận án, sách và các tài liệu khác, bao gồm các trang Web chọn lọc được coi là 'học thuật'. Nếu kết quả tìm kiếm của Google Scholar liên kết đến tạp chí thương mại, mọi người sẽ chỉ có thể truy cập phần tóm tắt và chi tiết trích dẫn của bài báo, và phải trả phí để truy cập toàn bộ bài báo. Các kết quả phù hợp nhất cho các từ khóa được tìm kiếm sẽ được liệt kê đầu tiên, theo thứ tự xếp hạng của tác giả, số lượng tài liệu tham khảo được liên kết với nó và mức độ liên quan của chúng với các tài liệu học thuật khác, và xếp hạng của ấn phẩm theo tạp chí.
- Tìm kiếm các nguồn đa dạng từ một vị trí thuận tiện.
- Tìm kiếm các nguồn bài viết các tóm tắt và trích dẫn.
- Định vị toàn bộ bài viết qua thư viện của bạn hoặc trên trang web.
- Tìm hiểu về các bài viết quan trọng nhất trong bất kì lĩnh vực nghiên cứu nào.